# Oanh tạc

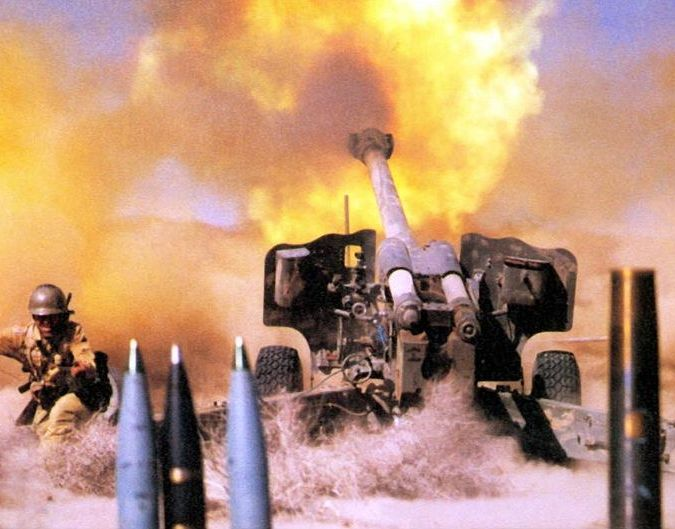
Lựu pháo D-20 152 mm trong Chiến tranh Iran-Iraq.

Oanh tạc hay oanh kích (tiếng Anh: Bombardement) là hoạt động tấn công bằng hỏa lực của pháo binh (pháo kích) hoặc bằng bom của máy bay (không kích) nhắm vào các mục tiêu quân sự hoặc dân sự của đối phương.

## Thuật ngữ
Trong tiếng Anh, thuật ngữ cho hoạt động pháo binh này là Bombardment, từ trước Thế chiến I, thuật ngữ này chỉ việc bắn phá các vật thể không phòng thủ hoặc không được bảo vệ, nhà cửa, công trình công cộng, v.v...Trọng tâm là chỉ sử dụng mô tả các cuộc tấn công của pháo binh vào pháo đài hoặc các vị trí kiên cố để chuẩn bị cho các cuộc tấn công của bộ binh. Về sau, được sử dụng với hàm nghĩa rộng hơn, chỉ hoạt động tấn công của tên lửa và máy bay quân sự.

## Pháo kích phối hợp
Vào thế kỷ XVII, lối đánh phối hợp đánh gọng kìm hoặc đánh tạt sườn của kỵ binh với pháo kích của pháo binh là một chiến thuật cơ bản của quân đội Thụy Điển, thời Gustav II Adolf. Đó là một lối đánh kết hợp từ đội hình quân đội được tổ chức kết hợp, gồm pháo binh, các loại bộ binh khác nhau và kỵ binh. Pháo binh sẽ là lực lượng tấn công trọng tâm, được bố trí theo hàng, hướng trực diện với quân đối phương. Kỵ binh sẽ tấn công quân đối phương ở một hoặc hai bên cánh, khi đội hình của họ bị dồn ép lại với nhau, pháo binh sẽ nhả đạn trực diện để tiêu diệt. Trong khi bộ binh gồm lính giáo và lính hỏa mai sẽ xếp thành hàng phía trước để bảo vệ trong tình huống pháo binh bị tấn công, nhưng không phải là lực lượng tấn công chính. Đây là chiến thuật phối hợp tác chiến các binh chủng, kết hợp "vũ khí nóng" và "vũ khí lạnh", giữa súng hỏa mai và thương dài, tấn công kết hợp phòng thủ của các đơn vị bộ binh, và pháo binh giữ vai trò quan trọng nhất trong việc sử dụng sức mạnh hỏa pháo dưới sự hỗ trợ của kỵ binh.
Lối đánh này cũng tương tự chiến thuật pháo binh cơ bản của quân đội Napoleon sau này, vẫn là tấn công phối hợp giữa bộ binh, pháo binh và kỵ binh, được sử dụng trong các cuộc chiến tranh của Napoléon. Pháo binh sẽ là lực lượng tấn công quan trọng, được bố trí hướng trực diện với quân đối phương. Bộ binh sẽ tấn công trực diện vào đội hình quân đối phương dưới sự yểm trợ của pháo binh, trong nhiều trường hợp, kỵ binh sẽ tấn công bên cánh để dồn ép đội hình quân đối phương, giữ chặt đội hình ô vuông của họ, để hỗ trợ cho pháo binh bắn thẳng vào đội hình này.